# Tangletown
Tangletown es un área no incorporada ubicada en el condado de Washington en el estado estadounidense de Vermont.

## Geografía
Tangletown se encuentra ubicada en las coordenadas 44°19′40.8″N 72°36′0″O / 44.328000, -72.60000.